# Сигеберт I (король Эссекса)
Сигеберт Малый (англ. Sigeberht the Little) — сын Севарда, одного из соправителей Эссекса. В 623 году Сексред, Севард и их брат погибли в битве с Уэссексом. И в этом же году королём, уже объединенной страны, стал Сигеберт I. Он умер в 653 году. Ему наследовал Сигеберт II.